# Deltron 3030 (Album)
Deltron 3030 ist das Debütalbum der gleichnamigen Hip-Hop-Supergroup Deltron 3030. Es erschien am 23. Mai 2000 über 75 Ark Records, dem Label von Dan The Automator. Das Konzeptalbum ist dem Genre Alternative Hip-Hop zuzuordnen und als „Hip-Hopera“ (Rap-Oper) angelegt. Alle Tracks auf Deltron 3030 wurden von Dan The Automator und Del tha Funkee Homosapien geschrieben und komponiert, produziert wurde das Album von Dan the Automator.
Unter dem Namen The Instrumentals erschien 2001 eine Instrumentalversion des Albums, ebenfalls über 75 Ark.

## Inhalt
Bei Deltron 3030 handelt es sich um ein Konzeptalbum, das eine Science-Fiction-Geschichte aus der Sicht des Superhelden Deltron Zero erzählt.
Deltron Zero’s Ziel ist es, die Erde von den regierenden Großmächten zu befreien.
Die Handlung des Albums spielt im Jahr 3030, daher der Name der Gruppe.
Das Album enthält zahlreiche Samples, u. a. aus Kompositionen von William Sheller, Les Baxter und Alain Goraguer sowie Spielfilmen und Fernsehserien.

## Trackliste
Alle Songs ohne Gastbeiträge wurden von Dan the Automator und Del tha Funkee Homosapien geschrieben.
1. State of the Nation (featuring Damon Albarn) – 0:25
2. 3030 – 7:29
3. The Fantabulous Rap Extravaganza (feat. Prince Paul) – 0:21
4. Things You Can Do – 4:59
5. Positive Contact  – 4:42
6. St. Catherine St. (feat. Beans, Mr. Lif, P. Wingerter, Peanut Butter Wolf, Verna Brown) – 0:43
7. Virus – 4:26
8. Upgrade (A Brymar College Course) – 4:10
9. New Coke (feat. Mark Ramos-Nishita) – 0:41
10. Mastermind – 3:34
11. National Movie Review (feat. Brad Roberts) – 0:53
12. Madness – 4:38
13. Meet Cleofis Randolph the Patriarch (feat. MC Paul Barman) – 0:36
14. Time Keeps On Slipping (feat. Damon Albarn) – 4:59
15. The News (A Wholly Owned Subsidiary of Microsoft, Inc.) (feat. Hafdís Huld) – 0:49
16. Turbulence  (Remixed von Mark Bell) – 3:33
17. The Fantabulous Rap Extravaganza Part II (feat. Prince Paul) – 0:37
18. Battlesong – 4:07
19. Love Story – 3:26
20. Memory Loss (feat. Sean Lennon) – 4:39
21. The Assmann 640 Speaks (feat. Damon Albarn) – 0:31

Bonustracks (2008)
1. Positive Contact (Charlie Clouser Remix) – 4:56
2. Turbulence (Mark Bell Remix) – 4:18
3. Positive Contact (Mario C Remix) – 3:56